# Étienne Lagentie
Étienne Lagentie de Lavaïsse  décédé le 8 mai 1808 à Caylus à l'âge de 87 ans, est un partisan du droit naturel et homme politique français.

## Biographie
Adjudicataire du perfectionnement de la route de Montauban à Montpellier avant la Révolution, il fut commissaire près l'administration municipale de Caylus en septembre 1792, puis député du Lot au Conseil des Cinq-Cents le 26 germinal an VI.
Proche des idées du comte de Lauderdale, il a traduit en français quelques essais d'Edmund Burke.